# Route nationale 19 (Guinée)
Pour les articles homonymes, voir Route nationale 19.
La route nationale 19 (N19) est une route nationale en république de Guinée, commençant à Gogota à la sortie de la N2 et se terminant à Thuo à la frontière libérienne. Elle mesure 22 kilomètres de long,,.

## Galeries

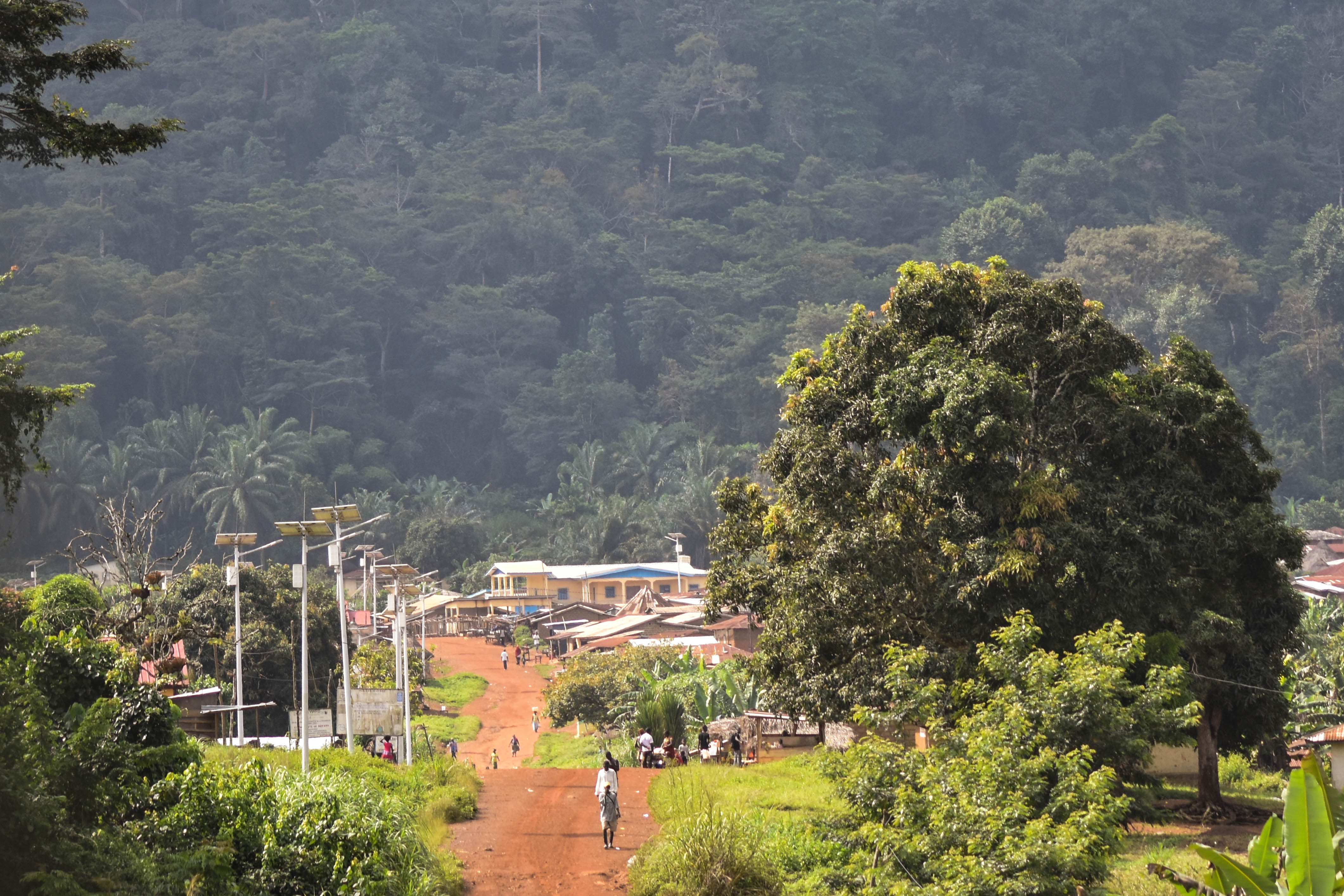
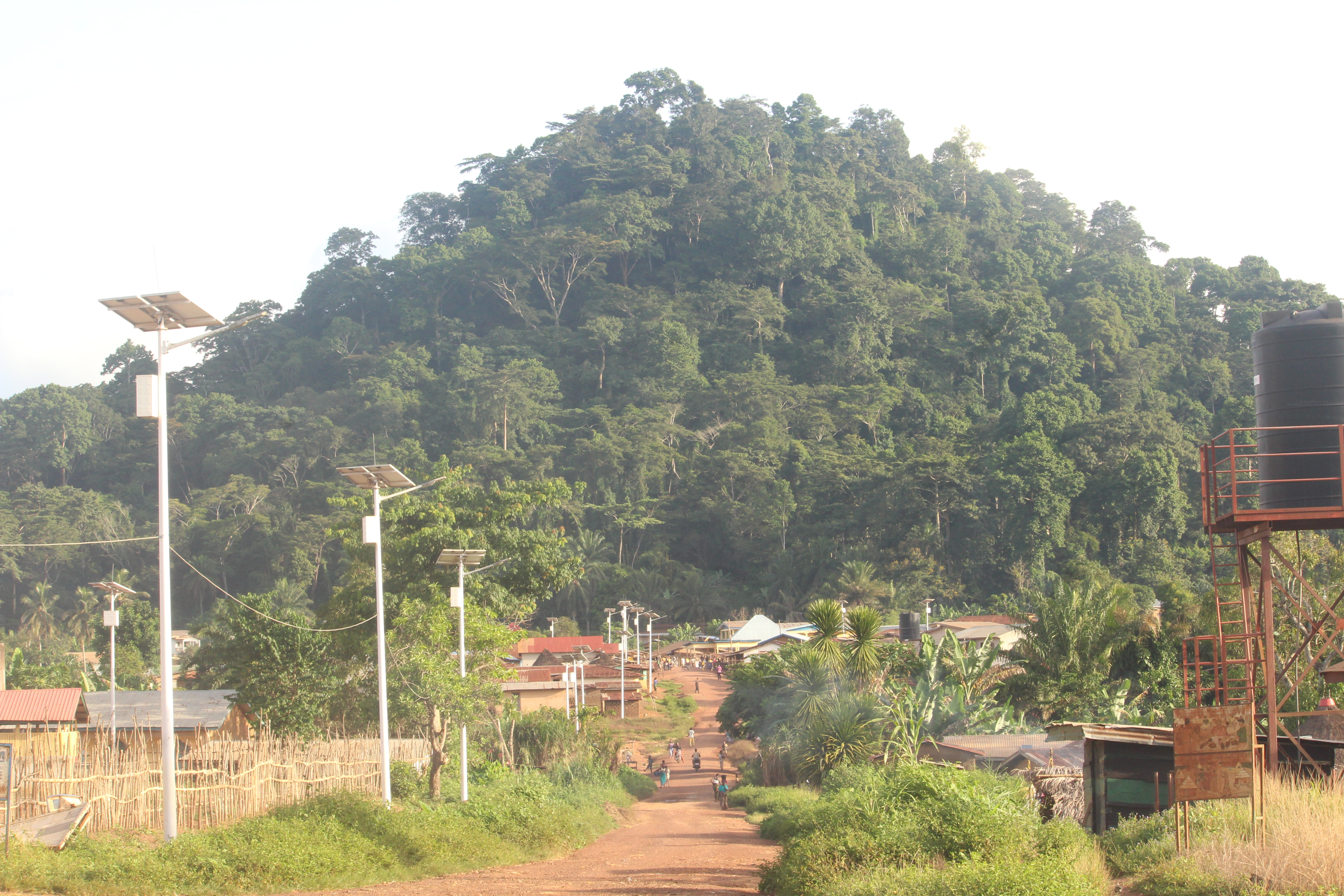

## Tracé
- Gogota
- Douzou
- Gbenemou
- Bossou
- Thuo